# 島田秀平
島田 秀平（しまだ しゅうへい、1977年12月5日 - ）は、日本のお笑いタレント、YouTuber、作家。お笑いコンビ号泣のツッコミ担当。相方は赤岡典明。
長野県長野市出身。ホリプロコム所属。慶應義塾大学文学部通信教育課程卒業。手相占いや怪談などを扱う。

## 略歴
実家は兼業農家で畑をやっていた。1981年、4歳の時、公文式教室で相方となる赤岡典明と出会う。佐久長聖高等学校時代はサッカー部に所属し、ポジションはキーパーだった。1995年、高校3年生の時に父が末期の胃癌で死去。1996年3月に同校を卒業し、幼稚園からの幼なじみ赤岡と、お笑いコンビ「号泣」を結成し、ホリプロに所属する。コンビでは漫才のツッコミを担当。1997年、芸風を回文などおもに言葉遊びネタを主流にしていく。1998年、ホリプロお笑いライブ芸腕グランプリ優勝。1999年、コンビでテレビ番組「爆笑オンエアバトル」に出演（2006年まで出演した）。
2000年、テレビ番組「新春かくし芸大会」に出演し、芸人仲間と「ザ・ヒットスラップオーケストラ」に挑戦した。2001年、ホリプロお笑いライブ芸腕グランプリで2度目の優勝。M-1グランプリで準決勝に進出。2002年、M-1グランプリで3回戦に進出。2003年1月、ホリプロコムに移籍。仕事で知り合った占い師の菅野鈴子（原宿の母）から「あんた、見えるね（手相を見る力がある）」と言われて手相占いの手ほどきを受け、手相占い師としても活動を開始。M-1グランプリで準決勝に進出。2007年、島田単独で仕事が増え、赤岡は転職を希望する。夏頃に菅野鈴子から『代々木の甥』の名を授かる。2008年5月、書籍『確認噂話 首都神話』を執筆し、作家デビュー。6月2日、｢号泣」を解散して赤岡は芸能活動を引退。コンビ解散後は進退について逡巡したが、事務所の先輩の和田アキ子の説得もあり、芸人を続けることを決断する。解散後は手相関係や怪談、都市伝説、パワースポットをネタにするなど、幅広く活動を開始。7月、書籍『島田秀平の手相占い』を執筆。8月、山口敏太郎との共著で、書籍『異界神話』を執筆。2009年3月、書籍『島田秀平の手相はなんでも知ってそう 芸能人手相名鑑』を執筆。6月、書籍『島田秀平の幸せになれる開運!手相占い』を執筆。
2010年、『メガネのナガタ』のCMに出演。これが自身初のCM出演となった。8月、書籍『島田秀平と行く!全国開運パワースポットガイド決定版!!』を執筆。8月、書籍『手相芸人・島田秀平のモテ手相 マンガでわかる開運手相占い』を執筆。10月、書籍『島田秀平の運命の人と出会える相性!手相占い』を執筆。2011年4月、慶應義塾大学文学部通信教育課程に入学、その後卒業。R-1グランプリで準決勝に進出。10月、書籍『島田秀平の幸せになれる手相占い　金運＆未来篇』を執筆。書籍『島田秀平の幸せになれる手相占い　恋愛＆人づき合い篇 』を執筆。2016年3月、一般女性と結婚。4月、大妻女子大学マネージメントアカデミーの講師を務める。9月、書籍『島田秀平の 幸せ引き寄せ手相占い: ハッピーな明日は手相が教えてくれる!』を執筆。2017年1月、書籍『島田秀平が3万人の手相を見てわかった! 「強運」の鍛え方 』を執筆。2月、三ツ井のプロデビュー戦でクラブPR大使「ウォリバサダー」に任命された。4月、書籍『島田秀平のスピリチュアル都市伝説』を執筆。8月、書籍『島田秀平の運気が上がる!! 手相の変え方』を執筆。2018年、稲川淳二の怪談グランプリで2度目の優勝をする。1月、書籍『島田秀平が3万人の手相を見てわかった! 「ご縁」のつかみ方 』を執筆。12月、書籍『島田秀平が3万人の手相を見てわかった！「金運」の鍛え方 』を執筆。2019年、 YouTubeの自身のメインチャンネル「島田秀平のお怪談巡り」を開設。YouTuberとしても活動を開始。7月、第1子となる男児が誕生。12月、ドラマ『探偵が早すぎるスペシャル』に出演、これが自身初のドラマ出演となった。
2020年、YouTubeの自身のメインチャンネル「島田秀平のお怪談巡り」のチャンネル登録者数が10万人を超えた。YouTubeの自身のセカンドチャンネル「島田秀平のお開運巡り」を開設。3月、書籍『島田秀平の運命を変える開運手相の作り方2020』を執筆。7月23日、倉本美津留のYouTube生配信で、12年振りに漫才を披露してM-1グランプリにエントリーする事を表明し、12年ぶりに漫才コンビを結成し、準々決勝まで進出。10月、書籍『島田秀平のニッポン開運ライン』を執筆。映画『実りゆく』に出演、自身初の映画出演となった。2021年、YouTubeの自身のセカンドチャンネル「島田秀平のお開運巡り」のチャンネル登録者数が10万人を超えた。3月、オンラインサロン「超常現象研究会」を開始。M-1グランプリで2回戦に進出。11月、第2子となる女児が誕生。12月、書籍『「風の時代」開運の上昇気流に乗る方法』を執筆。2022年4月、YouTubeの自身のサードチャンネル「島田秀平の旅杯」を開設。11月、書籍『島田秀平が5万人の手相を見てわかった！　運と不運の正体 』を執筆。2023年5月、書籍『「幸運」が一度にやってくる!いい手相に変わる本』を執筆。6月、YouTubeメンバーシップを開始。2024年2月、Jリーグ開幕PRイベントに出演。

## 成績
- 稲川淳二の怪談グランプリ 優勝：2回（2012年、2018年）
- R-1グランプリ 準決勝進出：1回（2011年）

### 号泣
- ホリプロお笑いライブ芸腕グランプリ 優勝：2回（1998年、2001年）
- M-1グランプリ 準決勝進出：3回（2001年、2003年、2005年）

## 人物
趣味は、ゴルフ（ベストスコア94）、パワースポット巡り、犬の散歩、ドライブ、スキー。
特技は手相占い、怪談、バスケット。
中学時代はバスケ部、高校時代はサッカー部。
芸人としては稲川淳二の怪談グランプリで2度の優勝、M-1グランプリとR-1グランプリでは共に準決勝まで進出しているなどピン芸人、コンビとしても成績を残している。
漫画やアニメなどサブカルチャーも詳しい。
幼少期から怖い話や噂話が好きで、芸人になってからも楽屋や打ち上げで多くの人々から聴いた話をずっと書き溜めるなどして都市伝説や怪談ネタを収集している。
漫画家兼ノンフィクション作家の天久聖一、大学生クイズプレイヤーの伊沢拓司らと親しい。
有吉弘行とは番組に招かれるなど仲は悪くないが、有吉は占いについて「大嫌い」と話しており、島田については「"インチキ占い師”はおかしいんですよ、だって占いそのものがインチキだから。占いだけやってりゃ許してやったんだけど、ついに財布まで出してやがった」「(コロナウイルスを)占い師は誰一人として当てなかったし、解決方法も占ってくれなかった」と話した。

### 芸風
手相占い師や都市伝説・怪談の語り手としても活動し、それら知識を漫談で披露する。
手相占い師としては、自分で命名したオリジナル手相が100種類ほどあり、「カリスマ線」「玉の輿 線」「モテ線」などの独特な名前を付けている。

## 出演

### テレビ

#### 現在の出演番組
- ずくだせテレビ（2008年3月 - 、信越放送） - 隔週水曜日、コメンテーター、レポーター
- サンデードラゴンズ（CBCテレビ） - ダイヤモンドナビゲーター（準レギュラー）。選手の手相を鑑定し、その内容を解説するロケがメイン。
- ラッキーマーケット（2017年6月8日 - 、CBCテレビ） - MC
- 初耳怪談 FIRST TAKE（2021年10月5日 - 、テレビ大阪）
- シン・オカルト倶楽部（2023年4月3日 - 、エンタメ～テレ） - MC

不定期出演
- やりすぎ都市伝説（テレビ東京）

#### 過去の出演番組
- おもいッきりDON!（2009年4月 - 9月、日本テレビ） - 曜日企画コーナー、水曜日担当（第二部）
  - おもいッきりPON!（2009年10月 - 2010年3月、日本テレビ） - 曜日企画コーナー、金曜日担当。
  - DON!（2010年8月4日 - 、日本テレビ、複数回出演）
  - PON!（2010年4月 - 2014年3月日本テレビ） - 曜日企画コーナー、木曜日担当。
- アッコとマチャミの新型テレビ（ - 2005年3月、福岡放送・日本テレビ系列） - レギュラー放送終了後も年2回の特番に出演
- おじょママ!F（ - 2009年3月、関西テレビ）
- 祭りTV!（スカパー!）
- サカスさん（2009年6月17日 - 7月15日、TBSテレビ） - 水曜日準レギュラー
- 笑っていいとも!（2009年8月10日・17日、フジテレビ）月曜日「人生これでまるわかり 手相ってそうなの?」コーナーレギュラー
- 超ムーの世界、2014年6月7日 - 8月17日、エンタメ～テレ） - MC
  - 超ムーの世界 第二章（2015年2月2日 - 4月20日、エンタメ～テレ） - MC
- みんなでぱちドキッ!（2014年9月2日 - 2015年3月、テレビ埼玉）
- 3時は!ららら♪（2008年3月 - 2016年9月、信越放送） - 隔週金曜日、コメンテーター
- AKBINGO!（2009年5月6日 - 2019年9月25日、日本テレビ）初出演後は毎年1月上旬頃に放送の「ラッキーガールランキング（西暦）」に出演し、国内のAKBグループ全メンバーの手相を鑑定。番組内で披露されるランキング順位は、同氏が鑑定した結果を反映させたもの。番組内では一部メンバーのみ、手相の内容を解説している。2015年はゲッターズ飯田が出演。
- 東京クラッソ!（2014年4月5日 - 2016年9月24日、TOKYO MX）
- ごごたま（2015年4月8日 - 2016年4月1日、テレビ埼玉） - 水曜日パーソナリティ
- バイキング （2014年10月8日 - 11月19日、2015年7月6日・8月17日・9月7日・10月5日、フジテレビ）
  - 2014年10月8日から11月19日までは水曜日コーナーレギュラー
  - 2015年7月6日以降はゲストとして月曜日に不定期出演
- 島田秀平の恐怖世界（2016年10月7日 - 9月21日、BSジャパン）
- 開運!おびマルシェ（おびゴハン!内番組）（2017年4月 - 2019年9月26日、TBSテレビ） - MC
- 夕方LIVE!キニナル（2017年6月8日 - 2018年12月21日、東日本放送） - 木曜MC
- 占いリアリティーショー どこまで言っていいですか? （2021年12月28日 - 2022年9月30日、テレビ東京）
- 超ムーの世界R（2015年5月4日 - 2023年2月20日、エンタメ〜テレ） - MC

特別番組
- SBCスペシャル 善光寺・戸隠・諏訪大社　島田秀平の開運たび!（2021年3月24日、SBCテレビ）
- 島田秀平の旅杯（2022年8月7日・12月24日、JNN系列）

### ラジオ
レギュラー番組
- 島田秀平の開運ラジオ（2009年10月 - 、AM16局ネット）
- 島田秀平とオカルトさん!（2021年4月10日 - 、ニッポン放送PODCAST STATION）
- 弁護士法人・響 Presents 島田秀平のこんな法律知っ手相（Smile SUMMIT内番組・木曜日）（2019年2月7日 - 、NACK5）
- 旬!SHUN!ピックアップ（2021年10月 - ）

過去の出演番組
- 丁半コロコロラジオ どすこい!!（2006年4月 - 2008年9月、エフエム富士） - 「号泣島田の首都神話」コーナー
- ラジオ出たとこ勝負（ - 2009年3月、信越放送） - 土曜日
- 男汁（ - 2009年3月、信越放送） - 日曜日
- いいJAん!農園（2009年4月 - 2010年3月、信越放送） - 第一木曜日
- おとなりラジオ あらら…（2010年4月 - 2013年3月29日、信越放送） - 第3・第4金曜日
- Co-sotto 1-6（2010年4月 - 2014年6月、NACK5） - パーソナリティ
- NACK5 COUNTDOWN SPECIAL 2012-2013（2012年12月31日20:00 - 2013年1月1日25:00、NACK5）
- 情報わんさかGOGOワイド!らじ★カン（2013年4月1日 - 2020年9月25日、信越放送）
- 島田秀平の代々木の甥だオイ!（新潟放送・大分放送）
- 島田秀平の手は口ほどに物を言う（2014年 - 2019年、NACK5）
- 森永製菓「DARS」presentsバレンタインスペシャル 島田秀平、あなたの恋、チョコっと占っちゃいますか？（2022年2月14日、SBCラジオ）

### ドラマ
- 探偵が早すぎるスペシャル 前編（2019年12月13日、日本テレビ） - 占い師 役

### 映画
- 実りゆく（2020年10月9日、彩プロ） - 本人 役[19]

### CM
- メガネのナガタ（2010年6月 - ）
- アサヒ飲料「WONDA」（2010年11月 - 終了）Webでの企画広告「島田秀平がお伝えします!ワンダフル商事広報室」

## 書籍

### 単著
- 確認噂話 首都神話（講談社、2008年5月28日、ISBN 978-4062144827）
- 島田秀平の手相占い（河出書房新社、2008年7月14日、ISBN 978-4309270203）
- 島田秀平の手相はなんでも知ってそう 芸能人手相名鑑（イースト・プレス、2009年3月4日、ISBN 978-4781601007）
- 島田秀平の幸せになれる開運!手相占い（河出書房新社、2009年6月26日、ISBN 978-4309271170）
- 島田秀平と行く!全国開運パワースポットガイド決定版!!（講談社、2010年8月11日、ISBN 978-4062163965）
- 手相芸人・島田秀平のモテ手相 マンガでわかる開運手相占い（集英社、2010年8月20日、ISBN 978-4087822830）コミック原作
- 島田秀平の運命の人と出会える相性!手相占い（河出書房新社、2010年10月12日、ISBN 978-4309271941）
- 島田秀平の幸せになれる手相占い　金運＆未来篇（河出書房新社、2011年10月21日）
- 島田秀平の幸せになれる手相占い　恋愛＆人づき合い篇（河出書房新社、2011年10月21日）
- 島田秀平の子育て手相占い―子どもの性格と将来をズバリ!（主婦の友社、2013年12月13日）
- 島田秀平の 幸せ引き寄せ手相占い: ハッピーな明日は手相が教えてくれる!（河出書房新社、2016年9月27日）
- 島田秀平が3万人の手相を見てわかった! 「強運」の鍛え方（SBクリエイティブ、2017年1月6日）
- 島田秀平のスピリチュアル都市伝説（学研プラス、2017年4月25日）
- 島田秀平の運気が上がる!! 手相の変え方（ぴあ、2017年8月30日）
- 島田秀平が3万人の手相を見てわかった! 「ご縁」のつかみ方（SBクリエイティブ、2018年1月6日）
- 島田秀平が3万人の手相を見てわかった！「金運」の鍛え方（SBクリエイティブ、2018年12月6日）
- 島田秀平の運命を変える開運手相の作り方2020（ぴあ、2020年3月28日）
- 島田秀平のニッポン開運ライン（神宮館、2020年10月22日）
- 「風の時代」開運の上昇気流に乗る方法（青春出版社、2021年12月10日）
- 島田秀平が5万人の手相を見てわかった！　運と不運の正体（SBクリエイティブ、2022年11月15日）
- 「幸運」が一度にやってくる!いい手相に変わる本（三笠書房、2023年5月30日）

### 共著
- 異界神話（マガジンランド、2008年8月8日、ISBN 978-4944101443）山口敏太郎との共著

## DVD
- 島田秀平のいますぐデキる!手相占い♂（ポニーキャニオン、2009年3月4日）
- 島田秀平の幸せをつかむ!手相占い♀（ポニーキャニオン、2009年3月4日）
- 島田秀平オススメ!開運パワースポット巡り（ビデオマーカー、2010年7月23日）
- 島田秀平の怪談奇談（Happinet）
  1. 壱（2013年7月2日）
  2. 弐（2013年7月2日）
  3. 参（2013年8月2日）
  4. 四（2013年8月2日）
- 島田秀平 怪奇の方程式 ~戦慄! 投稿恐怖動画の怪談（竹書房、2014年12月3日）
- 『島田秀平の事故物件×心霊スポット』（Happinet）
  1. （2016年7月2日）
  2. 弐巻（2016年7月2日）
- 島田秀平の恐怖世界（Happinet）
  1. ~怪奇編~（2017年6月2日）
  2. ~恐怖編~（2017年6月2日）
  3. ~心霊編~（2017年7月4日）
  4. ~絶叫編~、2017年7月4日）